# Édito de Constantino
O chamado Édito de Constantino foi uma lei do imperador romano Constantino, proclamada em 7 de março de 321 d.C. O seu texto dizia:
| “ | Que todos os juízes, e todos os habitantes da cidade, e todos os mercadores e artífices descansem no venerável dia do Sol. Não obstante, atendam os lavradores com plena liberdade ao cultivo dos campos; visto acontecer amiúde que nenhum outro dia é tão adequado à semeadura do grão ou ao plantio da vinha; daí o não se dever deixar passar o tempo favorável concedido pelo céu | ” |

## Impacto em Roma
Embora alguns cristãos tenham usado o decreto como apoio à guarda do domingo, para tentar solucionar a polêmica de guardar o sábado ou o domingo na Igreja Cristã, na realidade, o decreto não se aplica aos cristãos ou judeus, exclusivamente, mas a todos a que o Édito se refere. 
Em decorrência da sua biografia antissemita, e também ligado, muito provavelmente, ao arianismo dos séculos IV e V, Eusébio afirma: "Por sorte não temos nada em comum com a multidão de detestáveis judeus, por que recebemos de nosso Salvador, um dia de guarda diferente."
Na prática, o Édito de Constantino gerou problemas para os judeus guardarem o shabat e, supostamente para os Cristãos também, a partir de então, surge um pretexto para afirmar que  o sábado estaria substituído pelo domingo enquanto dia a ser guardado a Deus.[carece de fontes?]